# Gmina Palupera
Gmina Palupera (est. Palupera vald) – gmina wiejska w Estonii, w prowincji Valga.
W 2017 roku gmina Palupera została podzielona między gminy Otepää i Elva.
Do 2017 roku w jej skład wchodziły: Nõuni, Hellenurme, Palupera, Päidla, Neeruti, Lutike, Makita, Räbi, Urmi, Mäelooga, Atra, Pastaku, Astuvere, Miti.